# 克里斯特爾萊克帕克 (密蘇里州)
克里斯特爾萊克帕克（英語：Crystal Lake Park）是位於美國密蘇里州聖路易斯縣的城市。

## 人口
根據2020年美國人口普查的數據，克里斯特爾萊克帕克的面積為0.25平方千米，皆為陸地。當地共有人口508人，而人口密度為每平方千米2,032人。